# Хондурас на Светском првенству у атлетици на отвореном 2011.
Хондурас је на 13. Светском првенству у атлетици на отвореном 2011. одржаном у Тегу од 27. августа-4. септембра учествовао тринаести пут, односно учествовао је на свим првенствима до данас. Репрезентацију Хондураса представљало је двоје такмичара (1 мушкарац и 1 жена) који су се такмичили у 2 дисциплине (1 мушка и 1 женска). , 
На овом првенству Хондурас није освојио ниједну медаљу, нити је оборен иједан рекорд (национални, лични, сезоне).

## Учесници
| Мушкарци: - Роландо Паласиос — 200 м | Жене: - Хеими Бернардези — 100 м препоне |  |

## Резултати

### Мушкарци
| Атлетичар        | Дисциплина | Лични рекорд        | Квалификације | Квалификације | Група    | Група     | Полуфинале           | Полуфинале           | Финале               | Финале       | Детаљи |
| Атлетичар        | Дисциплина | Лични рекорд        | Резултат      | Место         | Резултат | Место     | Резултат             | Место                | Резултат             | Место        | Детаљи |
| ---------------- | ---------- | ------------------- | ------------- | ------------- | -------- | --------- | -------------------- | -------------------- | -------------------- | ------------ | ------ |
| Роландо Паласиос | 200 м      | 20,40 (-0.9 м/с) НР |               |               | 21,22    | 6. у гр 2 | Није се квалификовао | Није се квалификовао | Није се квалификовао | 44 / 53 (54) |        |

### Жене
| Атлетичарка      | Дисциплина    | Лични рекорд | Квалификације | Квалификације | Група                 | Група                 | Полуфинале            | Полуфинале            | Финале                | Финале       | Детаљи |
| Атлетичарка      | Дисциплина    | Лични рекорд | Резултат      | Место         | Резултат              | Место                 | Резултат              | Место                 | Резултат              | Место        | Детаљи |
| ---------------- | ------------- | ------------ | ------------- | ------------- | --------------------- | --------------------- | --------------------- | --------------------- | --------------------- | ------------ | ------ |
| Хеими Бернардези | 100 м препоне | 13,83        | 14,45         | 8. у гр 3     | Није се квалификовала | Није се квалификовала | Није се квалификовала | Није се квалификовала | Није се квалификовала | 38 / 38 (39) |        |